# Organização para a Libertação de Kamtapur
A Organização de Libertação de Kamtapur (em inglês:  Kamtapur Liberation Organisation, abreviado KLO) é uma organização militante sediada no Nordeste da Índia, cujo objetivo é libertar a nação Kamtapur da Índia. O estado proposto deve compreender seis distritos em Bengala Ocidental - Cooch Behar, Darjeeling, Jalpaiguri, Norte e Sul de Dinajpur e Malda - e quatro distritos contíguos de Assam - Kokrajhar, Bongaigaon, Dhubri e Goalpara. A Organização de Libertação de Kamtapur foi formada para lidar com os problemas do povo Koch Rajbongshi, como desemprego em grande escala, alienação de terras, negligência percebida da língua rangpuri, identidade e queixas de privação econômica.